# Angela Krislinzki

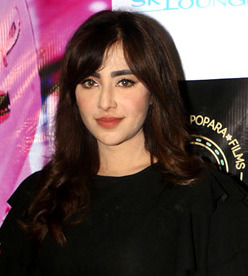
Angela Krislinzki

Angela Krislinzki (Hindi एंजेला क्रिस्लिनज़की; * 1992 oder 1993), auch bekannt als Annie Krislinzki, ist eine polnisch-indische Schauspielerin.

## Leben und Karriere
Angela Krislinzki besuchte das Kishinchand Chellaram College. Ihr Debüt gab sie 2015 in dem Film Jyothi Lakshmi. Anschließend bekam sie 2017 in Rogue eine Hauptrolle. Im selben Jahr trat sie in Ramratan auf.
Krislinzki nahm an verschiedenen Reality-Shows wie Beauty and the Geek, Splitsvilla, Lux the Chosen One und India's Next Superstars teil. 2018 spielte sie in dem Film 1921 mit. Außerdem wurde sie 2020 für den Film Malang gecastet. 2024 setzte sie ihre Karriere in Tauba Tera Jalwa fort.

## Filmografie
Filme
- 2015: Jyothi Lakshmi
- 2015: Size Zero
- 2017: Rogue
- 2017: Ramratan
- 2018: 1921
- 2020: Malang
- 2024: Tauba Tera Jalwa